# David Yates
Pour les articles homonymes, voir Yates.
David Yates [ˈdeɪvɪd jeɪts], né le 8 octobre 1963 à St Helens dans le Merseyside, est un réalisateur, scénariste et producteur britannique.
Il consacre ses premières années de carrière à la réalisation de courts-métrages et de projets télévisés. Plus tard, il acquiert une reconnaissance grâce à son travail sur la mini-série politique Jeux de pouvoir et sur le téléfilm Sex Traffic. C'est en prenant la direction des quatre derniers films Harry Potter (à partir de Harry Potter et l'Ordre du Phénix en 2007), puis des films de la série dérivée Les Animaux fantastiques (à partir de 2016), qu'il acquiert une notoriété mondiale. En 2018, il devient, grâce au film Les Animaux fantastiques : Les Crimes de Grindelwald, le cinquième réalisateur le plus rentable de l'histoire du cinéma.
Le dénominateur commun de ses œuvres réside dans le traitement de questions telles que la corruption, la manipulation et diverses intrigues institutionnelles, comme en témoignent certaines de ses œuvres telles que le court métrage Rank ou la minisérie Sex Traffic. Il a été souligné que son style tendait vers l’hyperréalisme.
David Yates est un membre fondateur de Directors UK (une association de réalisateurs britanniques). Depuis Harry Potter et l'Ordre du Phénix, Yates travaille étroitement avec la société de production Warner Bros., détentrice des droits d'adaptation au cinéma de l'œuvre de J. K. Rowling.

## Biographie
Il naît à St Helens dans le Merseyside, le 8 octobre 1963. Ses parents meurent quand il est très jeune. Élevé avec son jeune frère, Andrew, et sa sœur aînée, Beverley dans le village de Rainhill en Angleterre, il décide d'entamer une carrière dans le cinéma après avoir vu le film Les Dents de la mer, réalisé par Steven Spielberg. Avant sa mort, sa mère lui avait acheté une Super 8 film camera (en). Il l'utilise de nombreuses fois pour tourner des films dans lesquels figurent sa famille et ses amis.
Il fréquente le St Helens College (en) où il suit des cours de sociologie, de politique et de littérature. Il obtient par la suite son Baccalauréat universitaire ès lettres en 1987 à l'Université de l'Essex,,. À l'université, Yates forme la Film and Video Production Society.
Il poursuit ensuite ses études à la National Film and Television School de Londres où il est diplômé d'un Master of Arts in film directing.

### Vie privée
Il est marié à Yvonne Walcott, qui est la tante de Theo Walcott, le footballeur international anglais.

### Carrière

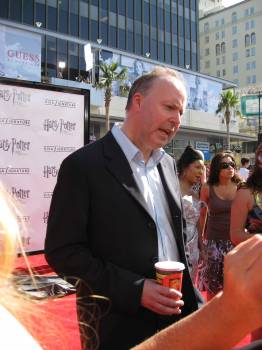
David Yates (2007).

Avant 2007, il travaille essentiellement pour la télévision britannique, surtout pour la BBC. Inconnu à l'échelle internationale, Yates a été choisi comme réalisateur pour le film Harry Potter et l'Ordre du Phénix, succédant ainsi à Chris Columbus, Alfonso Cuarón et Mike Newell. Il renouvelle l'expérience trois fois de suite en réalisant Harry Potter et le Prince de sang-mêlé puis Harry Potter et les Reliques de la Mort (les deux parties).
David Yates explique qu'il a été choisi pour tourner les quatre derniers opus de la saga du fait qu'il savait tirer le meilleur des acteurs[réf. nécessaire]. Dans un film comme Harry Potter qui traite en quelque sorte de rébellion contre le pouvoir (sujet a priori politique), il était important de « pousser » les plus jeunes acteurs à donner le meilleur d'eux-mêmes[réf. nécessaire]. David Yates avait déjà par le passé tourné des films politiques, ce qui en faisait un réalisateur tout choisi pour Harry Potter.
Avec les quatre derniers films de la saga, David Yates a remporté 5,2 milliards de dollars de recettes dans le monde entier, 1,27 milliard aux États-Unis et plus de 24 millions d'entrées en France, David Yates est le sixième cinéaste le plus rentable de l'histoire du cinéma derrière Steven Spielberg (10,70 milliards), James Cameron (8,70 milliards), les frères Russo (6,79 milliards) Peter Jackson (6,55 milliards) et Michael Bay (6,49 milliards).
Yates a réalisé Les Animaux Fantastiques de Warner Bros., un film de 2016 qui est le premier d'une série de cinq épisodes basés sur le livre de J.K. Rowling, dans le monde de ses romans Harry Potter. David Heyman et le scénariste de Harry Potter Steve Kloves ont rejoint Yates et J. K. Rowling pour développer le script. Le film est sorti en novembre 2016 et a reçu des critiques généralement positives. Les Animaux Fantastiques a été un succès commercial ayant rapporté 814 millions de dollars. Les stars de film sont Eddie Redmayne, Katherine Waterston, Dan Fogler, Alison Sudol, Ezra Miller, Colin Farrell et Johnny Depp. La suite, Les Animaux fantastiques : Les Crimes de Grindelwald (2018), aussi réalisé par Yates, a reçu un accueil critique mitigé, mais a remporté un succès au box-office avec un revenu de 654 millions de dollars. Dans une interview de The Hollywood Reporter, David Yates a déclaré qu'il était ouvert à la réalisation des cinq films prévus dans la série de Les Animaux fantastiques.
Il réalise pour Netflix le drame Pain Hustlers, prévu pour 2023.
En 2025 il est membre du jury du 15e Festival international du film de Pékin, sous la présidence de Jiang Wen.

## Style et méthode de travail
Emma Watson a déclaré que Yates aimait pousser ses acteurs et son équipe vers des extrêmes aussi bien physiques qu'émotionnels. Gary Oldman ajoute que le réalisateur a une préférence pour le travail lent et la réalisation de nombreuses prises.
Yates a été influencé par des réalisateurs tels que David Lean et Ken Loach. Son univers de travail comprend principalement les thèmes sociaux et politiques, et son style tend vers l’hyperréalisme. Par ailleurs, le réalisateur est reconnu comme étant particulièrement calme, agréable et généreux avec les acteurs et les équipes,. Il aime créer, selon ses dires, « une atmosphère où les acteurs se sentent suffisamment en sécurité pour prendre des risques ».

## Filmographie

### En tant que réalisateur
Courts métrages
- 1988 : When I Was a Girl
- 1991 : The Weaver's Wife
- 1991 : Oranges and Lemons
- 1992 : Good Looks
- 1996 : Punch
- 2002 : Rank

Longs métrages
- 1998 : The Tichborne Claimant
- 2007 : Harry Potter et l'Ordre du Phénix (Harry Potter and the Order of the Phoenix)
- 2009 : Harry Potter et le Prince de sang-mêlé (Harry Potter and the Half-Blood Prince)
- 2010 : Harry Potter et les Reliques de la Mort, partie 1 (Harry Potter and the Deathly Hallows)
- 2011 : Harry Potter et les Reliques de la Mort, partie 2 (Harry Potter and the Deathly Hallows)
- 2016 : Tarzan
- 2016 : Les Animaux fantastiques (Fantastic Beasts and Where to Find Them)
- 2018 : Les Animaux fantastiques : Les Crimes de Grindelwald (Fantastic Beasts: The Crimes of Grindelwald)
- 2022 : Les Animaux fantastiques : Les Secrets de Dumbledore (Fantastic Beasts: The Secrets of Dumbledore)
- 2023 : Marchands de douleur (Pain Hustlers)

Télévision
- 1994 : Moving Pictures (1 épisode)
- 1994-1995 : The Bill (5 épisodes)
- 1995 : Tale of Three Seaside Towns (3 épisodes)
- 2000 : The Sins (3 épisodes)
- 2001 : The Way We Live Now (mini-série) (4 épisodes)
- 2003 : Jeux de pouvoir (mini-série) (6 épisodes)
- 2003 : The Young Visiters (téléfilm)
- 2004 : Sex Traffic (mini-série) (2 épisodes)
- 2005 : Rencontre au sommet (téléfilm)
- 2014 : Tyrant (1 épisode)

### En tant que producteur
- 1988 : When I Was a Girl (court métrage)
- 1995 : Tale of Three Seaside Towns (série TV) (3 épisodes)
- 2014 : Tyrant (série TV) (1 épisode)
- 2016 : Tarzan
- 2023 : Marchands de douleur (Pain Hustlers)

### En tant que scénariste
- 1988 : When I Was a Girl (court métrage)
- 1991 : The Weaver's Wife (court métrage)